# طلوع و غروب ماه

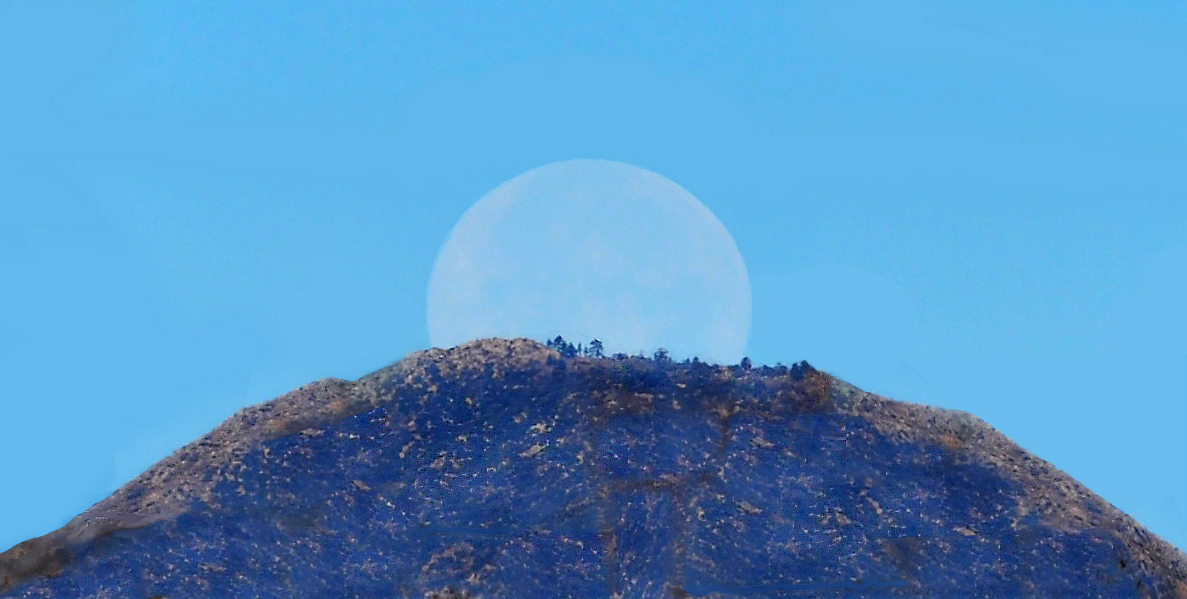
فرو رفتن ماه کامل در پشت کوه سن گورگونیو، در یک صبح نیمه تابستان. کالیفرنیا، سال ۲۰۱۹.

طلوع ماه و غروب ماه زمان هایی هستند که لبه فوقانی ماه، به ترتیب در بالای افق ظاهر شده و در زیر افق ناپدید می شود. زمان دقیق طلوع و غروب ماه به فاز قمری، زاویه انحراف و همچنین مکان رصد کننده بستگی دارد. بیرون از دایره های دور قطبی مشاهده می‌شود که ماه نیز مانند سایر اجرام آسمانی از نیمه شرقی افق طلوع می کند و به نیمه غربی فرو می رود که ناشی از چرخش وضعی زمین است.